# MacWWW
MacWWW，也稱為Samba，是一個早期的極簡網頁瀏覽器，僅能顯示文字、沒有圖片和表格，但值得注意的是它是Mac的第一個網頁瀏覽器。MacWWW試圖效仿WorldWideWeb的設計。這是當時CERN的商業產品，售價為50 ECU。